# Коломиец, Трофим Калинович
Трофим Калинович Коломиец (28 сентября 1894 года, Елизаветград — 4 апреля 1971 года, Волгоград) — советский военачальник, генерал-лейтенант (1943).

## Биография
Трофим Калинович Коломиец родился 28 сентября 1894 года в Елизаветграде (ныне Кропивницкий). Образование начальное. Работал в Елизаветграде литейщиком на заводе сельскохозяйственных машин Булгарта, с 1913 года — на заводе Краузе, с 1914 года — на заводе Клочко.
В Русскую императорскую армию был призван в августе 1915 года. Служил в 31-м запасном батальоне в Симферополе, затем в 42-м пехотном Якутском полку 11-й пехотной дивизии. Участвовал в Первой мировой войне. С июня 1916 года воевал в 657-м Прутском пехотном полку 165-й пехотной дивизии на Юго-Западном фронте. Дослужился на фронте до унтер-офицера. В 1917 году исполнял должность командира взвода. После Февральской революции активно участвовал в революционных событиях на фронте, был избран в ротный и в полковой солдатские комитеты. После Октябрьской революции вступил в отряд Красной гвардии 8-й армии, стал там начальником пулемётной команды.
В 1918 году вступил в Красную армию. Участвовал в Гражданской войне. С начала 1918 года был командиром взвода и помощником командира особого отряда при штабе 45-й стрелковой дивизии в 12-й армии, воевал на Южном фронте. С октября 1919 года — комиссар 400-го стрелкового полка в 14-й армии. Воевал против войск С. В. Петлюры, А. И. Деникина, в 1920 году — против польских войск, в 1921 году — против отрядов Н. Махно. За личную храбрость награждён орденом Красного Знамени.
После войны продолжал служить комиссаром 33-го и 135-го стрелковых полков в 45-й стрелковой дивизии. В 1924 году учился в повторной школе старшего комсостава в Харькове, которую не окончил из-за того, что школу расформировали. Коломиец вернулся на прежнюю должность. С февраля по декабрь 1926 года — командир-комиссар 134-го стрелкового полка в той же 45-й стрелковой дивизии Украинского военного округа.
В 1927 году окончил Стрелково-тактические курсы усовершенствования комсостава РККА «Выстрел» им. Коминтерна. С августа 1927 года — командир-комиссар 299-го стрелкового полка 100-й стрелковой дивизии Украинского военного округа, с мая 1929 по ноябрь 1932 — командир-комиссар 19-го стрелкового полка 7-й стрелковой дивизии Украинского военного округа.
В 1934 году окончил Военную академию РККА им. М. В. Фрунзе. В ноябре 1934 года назначен помощником командира 7-й стрелковой дивизии Украинского ВО. С сентября 1937 года командовал 46-й стрелковой дивизией в Киевском военном округе. С ноября 1939 года командовал 32-м стрелковым корпусом (16-я армия, Забайкальский военный округ).
С началом Великой Отечественной войны корпус был переброшен на Западный фронт, где принимал участие в Смоленском сражении. В июле 1941 года снят с должности и направлен на учёбу в особую группу при Академии Генерального штаба РККА.
В октябре вновь направлен на фронт и назначен начальником тыла Приморской армии. Хорошо проявил себя при обороне Одессы.
А с 5 октября 1941 года по 30 июля 1942 года командовал 25-й Чапаевской стрелковой дивизией. Дивизия под его командованием бессменно сражалась в обороне Севастополя, будучи основой его северо-восточного сектора обороны в районе Мекензиевых гор. Одновременно Т. К. Коломиец был комендантом 3-го сектора обороны Севастополя. В последние дни обороны города был легко ранен, а 1 июля 1942 года был эвакуирован из Севастополя самолётом. К концу июля его дивизия была расформирована, поскольку практически вся погибла в Севастополе.
29 июля 1942 года Коломиец был назначен на должность командующего 51-й армией на Северо-Кавказском фронте, с 1 августа — на Сталинградском фронте. 7 октября 1942 года понижен до заместителя командующего этой армией. Во главе армии участвовал в оборонительном этапе Сталинградской битвы, на столь высоком посту проявить себя не смог и за неудачные действия был понижен в должности. Как заместитель командующего участвовал в контрнаступлении советских войск под Сталинградом, в Котельниковской и Ростовской наступательных операциях и в дальнейших действиях на Миус-фронте.
С июня 1943 года — на должности командира 54-го стрелкового корпуса 51-й армии, успешно действовавшего во время Миусской, Донбасской, Мелитопольской наступательных операций, в том числе при освобождении городов Дебальцева и Мелитополя. В феврале 1944 года корпус передали во 2-ю гвардейскую армию, в которой она сражалась в Крымской наступательной операции и отличилась при освобождении Бахчисарая, Севастополя и других городов. В июле 1944 года корпус был передан на 1-й Прибалтийский фронт, где принял участие в Белорусской наступательной операции. 28 августа направлен в госпиталь по болезни. В октябре 1944 года Коломиец был назначен на должность заместителя командующего 2-й гвардейской армией. С 27 апреля по 5 мая 1945 года временно исполнял должность командира 60-го стрелкового корпуса этой армии. Принимал участие в Восточно-Прусской наступательной операции.
С окончанием войны генерал Т. К. Коломиец после расформирования армии с августа 1945 года был в распоряжении Главного управления кадров НКО СССР, в январе 1946 года назначен заместителем командующего 57-й армии Южной группы войск. Позднее на её базе была сформирована 9-я механизированная армия, в которой Т. К. Коломиец остался заместителем командующего. В январе 1948 года генерал-лейтенант Т. К. Коломиец уволен в отставку по болезни.
Жил в Волгограде. Автор мемуаров. Умер 4 апреля 1971 года. Похоронен на Димитриевском кладбище Волгограда.
Его именем названа улица в Севастополе (1974).

## Воинские звания
- полковник (26.11.1935)
- комбриг (13.02.1938)
- генерал-майор (4.06.1940)
- генерал-лейтенант (15.09.1943)

## Награды
- Орден Ленина (21.02.1945);
- Три ордена Красного Знамени (1920, 24.07.1942, 3.11.1944);
- Два ордена Суворова 2-й степени (19.04.1944, 19.04.1945);
- Орден Кутузова 2-й степени (31.03.1943);
- Орден Богдана Хмельницкого 2-й степени (12.09.1944)[5]
- Орден Отечественной войны 1-й степени (17.09.1943);
- Орден Красной Звезды (22.02.1938);
- Медали[6].

## Сочинения
- Коломиец Т. К. На бастионах — чапаевцы. — Симферополь: Крым, 1970.
- Коломиец Т. К. Отряд полковника Макарчука. // Битва за Сталинград. 4-е изд. — Волгоград: Нижне-Волжское книжное издательство, 1973. — С.252—257.